# Ампер, Андре-Мари
Андре́-Мари́ Ампе́р (фр. André-Marie Ampère; 20 января 1775 — 10 июня 1836) — французский физик, математик и естествоиспытатель.
Джеймс Максвелл назвал Ампера «Ньютоном электричества». Ампер создал первую теорию, которая выражала связь электрических и магнитных явлений, ввёл в физику понятие электрического тока и проницательно предположил, что магнетизм вызван электрическими токами «на молекулярном уровне». Внёс значительный вклад в механику, теорию вероятностей, математический анализ.
Член Парижской академии наук (1814). Член многих других научных обществ, в частности — иностранный член Лондонского королевского общества (1827), иностранный почётный член Петербургской академии наук (1830).

## Биография

### Детство
Андре-Мари Ампер родился в Лионе, в приходе Сент-Низье в семье крупного коммерсанта и уважаемого гражданина Жан-Жака Ампера и Жанны-Антуанетты Сарсей-де-Сатьер. Вскоре после рождения сына семья Амперов прекратила заниматься торговлей и перебралась в своё имение в Полоймье-де-Мондоре в окрестностях Лиона.
Способность считать появилась у будущего великого физика с самых первых лет, для чего он, не зная цифр, использовал турецкие бобы и кремни. В раннем детстве юный Ампер быстро освоил чтение и начал буквально «глотать» все книги вокруг без разбора: стихи, романы, философские сочинения, исторические труды и т. п. Из всех писателей он предпочитал Вольтера, Гомера, Лукана, Тассо, Фенелона, Томаса и Корнеля. Одной из главных книг его детства была французская энциклопедия Дидро и д’Аламбера, которую он полностью прочел и после цитировал её уже в зрелом возрасте. Андре получил домашнее образование, читал на латинском Эйлера и Бернулли.
Когда Амперу было 18 лет, в 1793 году, его отца гильотинировали по приговору представителей в миссии Конвента. Это событие глубоко потрясло юношу, и он находился в состоянии близком к безрассудному почти год.

### Зрелые годы
В 1799 году Ампер женится и становится репетитором в Политехнической школе в Париже, затем, с 1801 года, занимает кафедру физики в Бурке, где он проявил себя и на литературном поприще, впервые выступив с сочинением «Considerations sur la thèorie mathematique du jeu» («Рассуждения о математической теории игр», Лион, 1802); благодаря этому сочинению Ампер в 1805 году получает предложение занять место на кафедре математики в парижской Политехнической школе. В этот период Ампер публикует ряд математических исследований, посвящённых математическому анализу и теоретической физике, что принесло ему авторитет в научном мире.
В 1814 году он был избран членом Академии наук, а с 1824 года занимал должность профессора экспериментальной физики в Коллеж де Франс. Ампер умер от пневмонии 10 июня 1836 года в Марселе.
Его имя внесено в список величайших учёных Франции, помещённый на первом этаже Эйфелевой башни.

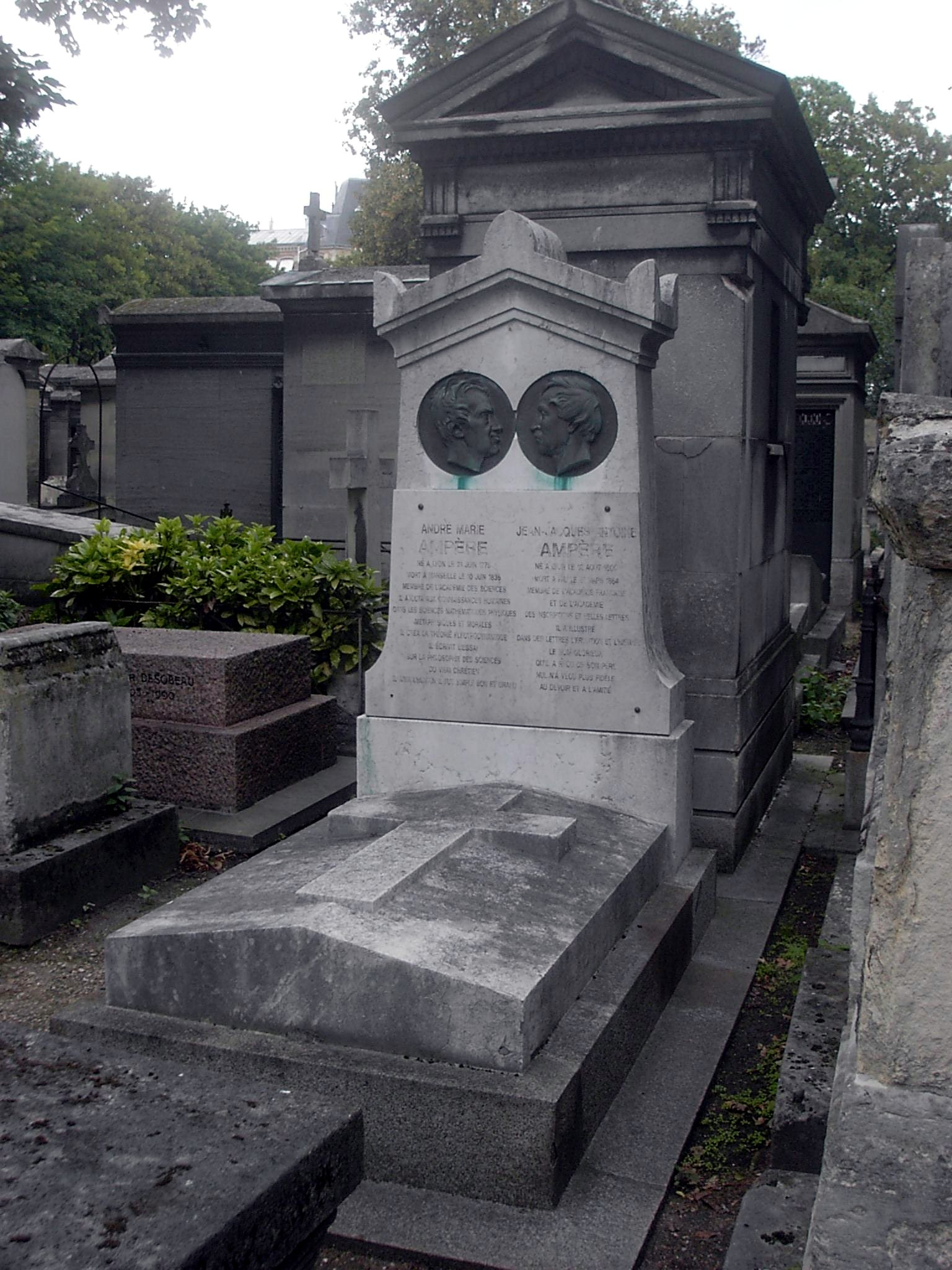
Могила Ампера (дата рождения указана ошибочно 21 вместо 20) и его сына

Сын Андре-Мари, Жан-Жак Ампер (1800—1864), был известным филологом.

## Научная деятельность
Математика, механика и физика обязаны Амперу важными исследованиями. Его основные физические работы выполнены в области электродинамики. В 1820 году он установил правило для определения направления действия магнитного поля на магнитную стрелку, известное ныне как правило Ампера; провёл множество опытов по исследованию взаимодействия между магнитом и электрическим током; для этих целей создал ряд приборов; обнаружил, что магнитное поле Земли влияет на движущиеся проводники с током. В том же году открыл взаимодействие между электрическими токами, сформулировал закон этого явления (закон Ампера), развил теорию магнетизма, предложил использовать электромагнитные процессы для передачи сигналов.
Согласно теории Ампера, магнитные взаимодействия являются результатом происходящих в телах взаимодействий так называемых круговых молекулярных токов, эквивалентных маленьким плоским магнитам, или магнитным листкам. Это утверждение носит название теоремы Ампера. Таким образом, большой магнит, по представлениям Ампера, состоит из множества таких элементарных магнитиков. В этом заключается суть глубокого убеждения учёного в чисто токовом происхождении магнетизма и тесной связи его с электрическими процессами.
В 1822 году Ампером был открыт магнитный эффект соленоида (катушки с током), откуда следовала идея эквивалентности соленоида постоянному магниту. Также им было предложено усиливать магнитное поле с помощью железного сердечника, помещаемого внутрь соленоида. Идеи Ампера были изложены им в работах «Свод электродинамических наблюдений» (фр. Récueil d’observations électrodynamiques, Париж, 1822), «Краткий курс теории электродинамических явлений» (фр. Precis de la thèorie des phenômenes électrodynamiques, Париж, 1824), «Теория электродинамических явлений» (фр. Thèorie des phenômenes électrodynamiques). В 1826 году им была доказана теорема о циркуляции магнитного поля. В 1829 году Ампер изобрёл такие устройства как коммутатор и электромагнитный телеграф.
В механике ему принадлежит формулировка термина «кинематика».
В 1830 году ввёл в научный оборот термин «кибернетика».
Разносторонний талант Ампера оставил след и в истории развития химии, которая отводит ему одну из почётных страниц и считает его, совместно с Авогадро, автором важнейшего закона современной химии.
В честь учёного единица силы электрического тока названа «ампером», а соответствующие измерительные приборы — «амперметрами».
Некоторые исследования Ампера относятся к ботанике, а также к философии, в частности «Наброски по философии науки» (фр. Essais sur la philosophie des Sciences, 2 т., 1834—1843; 2-е издание, 1857).